# Nazionale femminile di rugby a 15 della Cina
La nazionale di rugby a 15 femminile della Cina è la selezione di rugby a 15 femminile che rappresenta la Cina in ambito internazionale.
Attiva fin dal 2006 — anno del suo esordio — sotto la giurisdizione della Federazione di rugby a 15 della Cina, è la terza selezione più titolata d'Asia avendo vinto due edizioni del campionato continentale del quale è detentrice avendone vinto l'edizione 2019 dopo 8 anni di assenza dalla scena internazionale.
Non ha mai partecipato alla Coppa del Mondo.
Al 15 ottobre 2021 la squadra occupa la 23ª posizione del ranking World Rugby.

## Storia
La federazione cinese è nata nel 1996, appena due anni prima del debutto della nazionale femminile di Hong Kong, colonia ex britannica in procinto di passare sotto la sovranità della Cina nel 1997.
Il rugby a 15 tra le donne si fece strada nel Paese all'inizio degli 2000, quando la federazione sviluppò la disciplina a sette ambo i sessi per futuri scopi olimpici.
La prima nazionale femminile cinese a XV fece la sua comparsa ufficiale nel corso del campionato asiatico 2006 nel quale, nonostante la presenza della propria conterranea hongkonghese, essa si impose a sorpresa risultando vincitrice.
L'anno seguente, sul proprio terreno, le cinesi giunsero nuovamente in finale ma furono sconfitte dal Kazakistan.
Dopo 4 anni di assenza la Cina tornò sulla scena internazionale vincendo il campionato di seconda divisione del 2011 ospitato a Vientiane dal Laos; l'anno seguente la nazionale entrò in una nuova pausa dopo il quarto posto nel campionato continentale organizzato a domicilio a Kunshan.
Trascorsero sette anni prima di rivedere le cinesi in campo, nella seconda divisione del campionato 2019 che fu anche uno dei tornei di qualificazione alla Coppa del Mondo 2021: la squadra vinse il torneo e acquisì il diritto di disputare uno spareggio contro il Kazakistan per l'ammissione alla prima divisione del torneo nonché turno finale di qualificazione alla competizione mondiale, ma le ex-sovietiche ebbero la meglio un mese dopo in un doppio confronto tenutosi a Jiujiang; al 2021 i citati incontri di spareggio sono le due più recenti partite disputate dalla Cina.

## Palmarès
- Campionati asiatici: 2
2006, 2019

## Statistiche di squadra
Riepilogo al 1º novembre 2021

### Incontri disputati
| Data             | Sede      | Incontro                | Note                    |
| ---------------- | --------- | ----------------------- | ----------------------- |
| 17 novembre 2006 | Kunming   | Cina — Thailandia 53-11 | Campionato asiatico     |
| 19 novembre 2006 | Kunming   | Cina — Hong Kong 31-7   | Campionato asiatico     |
| 2 novembre 2007  | Kunming   | Cina — Singapore 39-6   | Campionato asiatico     |
| 4 novembre 2007  | Kunming   | Cina — Kazakistan 5-34  | Campionato asiatico     |
| 24 novembre 2011 | Vientiane | Cina — Filippine 36-0   | Campionato asiatico     |
| 25 novembre 2011 | Vientiane | Laos — Cina 0-66        | Campionato asiatico     |
| 26 novembre 2011 | Vientiane | Cina — Thailandia 38-0  | Campionato asiatico     |
| 5 luglio 2012    | Kunshan   | Kazakistan — Cina 51-0  | Campionato asiatico     |
| 7 luglio 2012    | Kunshan   | Cina — Hong Kong 3-27   | Campionato asiatico     |
| 19 giugno 2019   | Manila    | Singapore — Cina 7-59   | Campionato asiatico     |
| 22 giugno 2019   | Manila    | Cina — Filippine 68-0   | Campionato asiatico     |
| 31 luglio 2019   | Jiujiang  | Cina — Kazakistan 13-8  | Qualificazioni mondiali |
| 3 agosto 2019    | Jiujiang  | Kazakistan — Cina 15-0  | Qualificazioni mondiali |

### Riepilogo per avversario
| Avversario      | Primo incontro  | G  | V | N | P | PF  | PS  | % V/G |
| --------------- | --------------- | -- | - | - | - | --- | --- | ----- |
| Filippine       | 2011            | 2  | 2 | 0 | 0 | 104 | 0   | 100   |
| Hong Kong       | 2006            | 2  | 1 | 0 | 1 | 34  | 34  | 50    |
| Kazakistan      | 2006            | 4  | 1 | 0 | 3 | 18  | 108 | 25    |
| Laos            | 2011            | 1  | 1 | 0 | 0 | 66  | 0   | 100   |
| Singapore       | 2007            | 2  | 2 | 0 | 0 | 98  | 13  | 100   |
| Thailandia      | 2006            | 2  | 2 | 0 | 0 | 91  | 11  | 100   |
| Totale generale | Totale generale | 13 | 9 | 0 | 4 | 411 | 166 | 69,2  |